# Meltham
Meltham är en stad och civil parish i Kirklees i West Yorkshire i England. Orten har 8 534 invånare (2011). Byn nämndes i Domedagsboken (Domesday Book) år 1086, och kallades då Meltham.